# Empecamenta deheyni
Empecamenta deheyni är en skalbaggsart som beskrevs av Louis Burgeon 1945. Empecamenta deheyni ingår i släktet Empecamenta och familjen Melolonthidae. Inga underarter finns listade i Catalogue of Life.